# Воля-Старицкая
Воля-Старицкая (укр. Воля-Старицька) — село в Новояворовской городской общине Яворовского района Львовской области Украины.
Население по переписи 2001 года составляло 280 человек. Занимает площадь 0,59 км². Почтовый индекс — 81052. Телефонный код — 3259.